# Anaciaeschna triangulifera
Anaciaeschna triangulifera е вид водно конче от семейство Aeshnidae. Видът е незастрашен от изчезване.

## Разпространение
Разпространен е в Ангола, Демократична република Конго, Етиопия, Замбия, Зимбабве, Кения, Малави, Мозамбик, Танзания, Уганда и Южна Африка.